# Elisabetta di Brandeburgo
Elisabetta di Hohenzollern (1º maggio o 29 settembre 1403 – Legnica, 31 ottobre 1449) fu una principessa del Brandeburgo e duchessa consorte di Liegnitz e Brieg.

## Biografia
Era la prima figlia di Federico I di Brandeburgo e di Elisabetta di Baviera-Landshut.
Suoi nonni paterni erano Federico V di Norimberga e Elisabetta di Meißen.
Suoi nonni materni erano invece il duca di Baviera Federico di Baviera-Landshut e la milanese Maddalena Visconti.
Elisabetta era dunque discendente di due grandi dinastie germaniche: i Wittelsbach e gli Hohenzollern.
Venne data in sposa quindicenne al duca Ludovico II di Liegnitz e Brieg (in polacco Legnica e Brzeg), divenendone la seconda moglie. Il matrimonio ebbe luogo a Costanza il 9 aprile 1418.
L'unico figlio maschio della coppia premorì al padre nel 1435. A succedere a Ludovico II avrebbe dovuto essere suo nipote Ludovico III, tuttavia il duca non voleva lasciare niente in eredità ai nipoti, per questo designò nel suo testamento che a succedergli fosse Elisabetta.
Rimasta vedova il 30 aprile 1436, Elisabetta si risposò in seconde nozze nel 1438 con il duca Venceslao I di Teschen (Cieszyn), molto più giovane di lei, a cui non diede alcun figlio.
Le disposizioni testamentarie del primo marito stabilivano che la duchessa avrebbe perso tutti i suoi diritti ereditari sul ducato; ella però riuscì ad averne ancora il governo fino al 1443, anno in cui dovette cederlo definitivamente a Giovanni di Lüben ed Enrico X di Chojnów, figli di Ludovico III, morto nel frattempo nel 1441.
Per mantenere dei legami con la famiglia del primo marito, Elisabetta fece sposare sua figlia Edvige a Giovanni I nel febbraio del 1445. Quello stesso anno ebbe luogo anche il divorzio tra la duchessa e il secondo marito.
Dopo il divorzio Elisabetta si stabilì a Legnica dove morì quattro anni dopo. Venceslao sopravvisse alla moglie per venticinque anni e non si risposò più.

## Discendenza
Ludovico e Elisabetta ebbero quattro figli:
- Ludovico (1421-1435);
- Elisabetta (5 gennaio 1426-1434);
- Maddalena (?-10 settembre 1497), sposò nel 1442 il duca Nicola I di Opole;
- Edvige(1430-21 ottobre 1471), sposò il duca Giovanni di Lüben nel 1445.

## Ascendenza
|                                |                       |                           | Genitori                               |  |  | Nonni |  |  | Bisnonni                  |  |  | Trisnonni                 |  |
|                                |                       |                           |                                        |  |  |       |  |  | Giovanni II di Norimberga |  |  | Federico IV di Norimberga |  |
|                                |                       |                           |                                        |  |  |       |  |  | Giovanni II di Norimberga |  |  | Federico IV di Norimberga |  |
|                                |                       | Margherita di Carinzia    |                                        |  |  |       |  |  | Giovanni II di Norimberga |  |  |                           |  |
| Federico V di Norimberga       |                       |                           |                                        |  |  |       |  |  | Giovanni II di Norimberga |  |  |                           |  |
|                                |                       | Elisabetta di Henneberg   | Bertoldo VII di Henneberg-Schleusingen |  |  |       |  |  |                           |  |  |                           |  |
|                                |                       | Elisabetta di Henneberg   | Bertoldo VII di Henneberg-Schleusingen |  |  |       |  |  |                           |  |  |                           |  |
|                                |                       | Elisabetta di Henneberg   | Adelaide d'Assia                       |  |  |       |  |  |                           |  |  |                           |  |
| Federico I di Brandeburgo      |                       | Elisabetta di Henneberg   |                                        |  |  |       |  |  |                           |  |  |                           |  |
|                                |                       | Federico II di Meißen     | Federico I di Meißen                   |  |  |       |  |  |                           |  |  |                           |  |
|                                |                       | Federico II di Meißen     | Federico I di Meißen                   |  |  |       |  |  |                           |  |  |                           |  |
|                                |                       | Federico II di Meißen     | Elisabetta di Lobdeburg                |  |  |       |  |  |                           |  |  |                           |  |
| Elisabetta di Meißen           |                       | Federico II di Meißen     |                                        |  |  |       |  |  |                           |  |  |                           |  |
|                                |                       | Matilde di Baviera        | Ludovic IV del S.R.I.                  |  |  |       |  |  |                           |  |  |                           |  |
|                                |                       | Matilde di Baviera        | Ludovic IV del S.R.I.                  |  |  |       |  |  |                           |  |  |                           |  |
|                                |                       | Matilde di Baviera        | Beatrice di Slesia-Glogau              |  |  |       |  |  |                           |  |  |                           |  |
| Elisabetta di Brandeburgo      |                       | Matilde di Baviera        |                                        |  |  |       |  |  |                           |  |  |                           |  |
|                                | Stefano II di Baviera | Ludovico IV il Bavaro     |                                        |  |  |       |  |  |                           |  |  |                           |  |
|                                | Stefano II di Baviera | Ludovico IV il Bavaro     |                                        |  |  |       |  |  |                           |  |  |                           |  |
|                                | Stefano II di Baviera | Beatrice di Slesia-Glogau |                                        |  |  |       |  |  |                           |  |  |                           |  |
| Federico di Baviera-Landshut   | Stefano II di Baviera |                           |                                        |  |  |       |  |  |                           |  |  |                           |  |
|                                |                       | Isabella d'Aragona        | Federico III d'Aragona                 |  |  |       |  |  |                           |  |  |                           |  |
|                                |                       | Isabella d'Aragona        | Federico III d'Aragona                 |  |  |       |  |  |                           |  |  |                           |  |
|                                |                       | Isabella d'Aragona        | Eleonora d'Angiò                       |  |  |       |  |  |                           |  |  |                           |  |
| Elisabetta di Baviera-Landshut |                       | Isabella d'Aragona        |                                        |  |  |       |  |  |                           |  |  |                           |  |
|                                |                       | Bernabò Visconti          | Stefano Visconti                       |  |  |       |  |  |                           |  |  |                           |  |
|                                |                       | Bernabò Visconti          | Stefano Visconti                       |  |  |       |  |  |                           |  |  |                           |  |
|                                |                       | Bernabò Visconti          | Valentina Doria                        |  |  |       |  |  |                           |  |  |                           |  |
| Maddalena Visconti             |                       | Bernabò Visconti          |                                        |  |  |       |  |  |                           |  |  |                           |  |
|                                |                       | Beatrice della Scala      | Mastino II della Scala                 |  |  |       |  |  |                           |  |  |                           |  |
|                                |                       | Beatrice della Scala      | Mastino II della Scala                 |  |  |       |  |  |                           |  |  |                           |  |
|                                |                       | Beatrice della Scala      | Taddea da Carrara                      |  |  |       |  |  |                           |  |  |                           |  |
|                                |                       | Beatrice della Scala      |                                        |  |  |       |  |  |                           |  |  |                           |  |